# Sacramento (Lissabon)
Sacramento ist eine portugiesische Gemeinde (Freguesia) im 1. Bairro der Hauptstadt Lissabon. In der Gemeinde liegt der Stadtteil Carmo und zur Hälfte der Stadtteil Chiado.

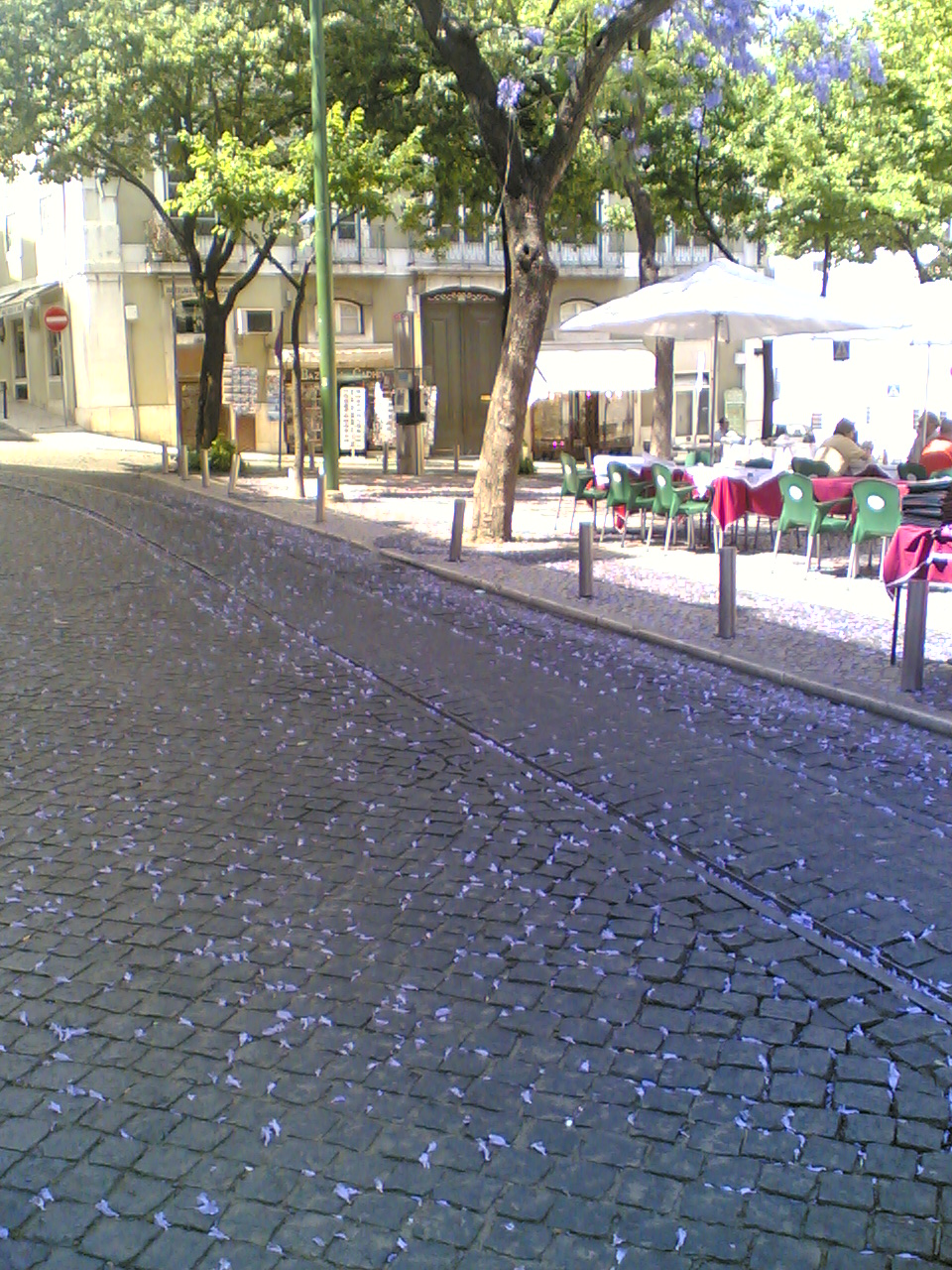
Jacaranda Bäume am Largo do Carmo in Lissabon

## Sehenswürdigkeiten und öffentliche Einrichtungen
- Convento do Carmo – Ruinen eines Karmeliter-Klosters und Museum für Archäologie.
- Hauptquartier der Guarda Nacional Republicana (GNR) und damit bedeutender Schauplatz der Nelkenrevolution